# Sevkatar
Sevkatar (armeniska: Սևկատար) är ett berg i Armenien. Det ligger i den centrala delen av landet, 40 kilometer nordost om huvudstaden Jerevan. Toppen på Sevkatar är 3 154 meter över havet.
Terrängen runt Sevkatar är huvudsakligen lite bergig. Sevkatar ligger uppe på en höjd som går i nord-sydlig riktning. Närmaste större samhälle är Gavar, 17,7 kilometer öster om Sevkatar. 
Trakten runt Sevkatar består i huvudsak av gräsmarker. Runt Sevkatar Lerr är det ganska tätbefolkat, med 134 invånare per kvadratkilometer.